# Óvruch
Óvruch (ucraniano: О́вруч) es una ciudad de Ucrania perteneciente al raión de Korosten en la óblast de Zhytómyr.
En 2018, la ciudad tenía una población de 15 795 habitantes. Es sede de un municipio que abarca noventa pueblos que le añaden otros veinte mil habitantes.
Se conoce la existencia de la localidad en documentos desde el año 977, cuando se menciona con el topónimo de "Vruchiy" como un importante asentamiento de la Rus de Kiev. Los drevlianos habían fijado aquí su capital cuando Kórosten fue atacada por Kiev. Tras incorporarse al Gran Ducado de Lituania en el siglo XIII, el asentamiento medieval fue destruido en 1483 por los tártaros de Crimea. La República de las Dos Naciones recuperó el asentamiento como una localidad de realengo y en 1641 el rey Vladislao IV de Polonia le otorgó el estatus de ciudad. En la partición de 1793 pasó a formar parte del Imperio ruso. En 1930, la Unión Soviética eligió esta ciudad como uno de los extremos del ferrocarril Cherníhiv-Ovruch, del cual quedó desconectada tras el accidente de Chernóbil de 1986. Hasta 2020 era la capital de su propio raión.
Se ubica unos 40 km al norte de la capital distrital Kórosten, sobre la carretera P28 que lleva a Mazyr. Al este de la ciudad sale la carretera P02, que lleva a Kiev pasando por Ivankiv.